# خوئل روبلس
خوئل روبلس بلاسکز (اسپانیایی: Joel Robles Blázquez‎؛ زادهٔ ۱۷ ژوئن ۱۹۹۰) بازیکن فوتبال اهل اسپانیا است که در پست دروازه‌بان برای باشگاه فوتبال القادسیه در لیگ حرفه‌ای فوتبال عربستان بازی می‌کند.
باشگاه‌های که در آن بازی کرده‌است می‌توان به اتلتیکو مادرید، رایو وایکانو، ویگان اتلتیک، اورتون و رئال بتیس اشاره کرد.